# Comuna de Kłoczew
Kłoczew (polaco: Gmina Kłoczew) é uma gminy (comuna) na Polónia, na voivodia de Lublin e no condado de Rycki. A sede do condado é a cidade de Kłoczew.
De acordo com os censos de 2004, a comuna tem 7409 habitantes, com uma densidade 51,7 hab/km².

## Área
Estende-se por uma área de 143,17 km², incluindo:
- área agricola: 67%
- área florestal: 24%

## Demografia
Dados de 30 de Junho 2004:
|                      | Total   | Total | Mulheres | Mulheres | Homens  | Homens |
| -------------------- | ------- | ----- | -------- | -------- | ------- | ------ |
|                      | pessoas | %     | pessoas  | %        | pessoas | %      |
| População            | 7409    | 100   | 3661     | 49,4     | 3748    | 50,6   |
| Densidade (pop./km²) | 51,7    | 100   | 25,6     | 25,6     | 26,2    | 26,2   |

De acordo com dados de 2002, o rendimento médio per capita ascendia a 1327,29 zł.

## Comunas vizinhas
- Krzywda, Nowodwór, Ryki, Trojanów, Wola Mysłowska, Żelechów